# Makamba
Makamba é uma província do Burundi. Sua capital é a cidade de Makamba.

## Comunas
Karuzi está dividida em 6 comunas:
- Kayogoro
- Kibago
- Mabanda
- Makamba
- Nyanza-Lac
- Vugizo

## Demografia
| 2001    | 2011    |
| 397.003 | 473.875 |